# ピートとピートの冒険
ピートとピートの冒険（The Adventures of Pete & Pete）は、ウィル・マクロブとクリス・ビスカルディによって製作されたニコロデオンのテレビドラマ。アメリカ合衆国では1991年2月9日から1996年4月1日までニコロデオンで放送された。日本のニコロデオンでも放送されたことがある。アメリカではとても評判があり、2015年のジェイソン・アンケニーのAllMusicでは『過去最大の子供向けテレビドラマ』と呼び、IGNからは『これまでに製作されていた子供向けテレビドラマの中で最も面白い作品』と呼んでいる。

## 登場人物

### ピートの家族
ピートとピートは、アメリカの地図に無い街「ウェルズ・ビル」に住んでいる。
ビッグ・ピート・リグレー
演 - マイケル・C・マロンナ、声 - 金子幸伸（日本語吹き替え版）
大きい方のピート、番組のナレーターでもある。
リトル・ピート・リグレー
演 - ダニー・タンベレッリ
小さい方のピートで、いつもペーパーたちにいじめられている。
ジョイス・リグレー
演 - ジュディ・グレイフ
ピート兄弟の母。
ドナルド・ドン・リグレー
演 - ハーディー・ロールズ
ピート兄弟の父。

### ピートの友達
エレン・ジョセフィン・ヒックル
演 - アリソン・ファネリ
ビッグ・ピートの親友。
アーティ
演 - トビー・ハス
リトル・ピートが大好きなスーパーヒーロー。
セオドア・L・フォーズマン
演 - デヴィッド・マーテル
通称「テディ」、ビッグ・ピートとエレンとビルの友達。マーチングバンドに参加している。
ビル・コーン
演 - リック・バーバレット、声 - 山内悠椰（日本語吹き替え版）
ビッグ・ピートの友達で、悪ふざけが大好き。シーズン1のみ登場。
ノナ・F・メクレンバーグ
演 - ミシェル・トラクテンバーグ
リトル・ピートの親友。
ナターシャ
演 - ヘザー・マタラッツォ
近所の子供とリトル・ピートの友達、ナイトクローラーのメンバー。
モニカ・パーリング
演 - マリス・ハドソン
リトル・ピートの友達。
ウェイン・パルデュ
演 - ジャスティン・レスティボ
ウェイン・ザ・ペインとしても知られる少年。
クレム・ラネル
演 - アーロン・シュワルツ
リトル・ピートの友達。ピートとピートのバンドグループ「ブロウホールズのドラマーを務めたことがあり、「ナイトクローラー」のメンバーでもあった。
リビー・ハーレイ
演 - ウィニー・チャン
ハーレイ一家の養子、リトル・ピートの友達である。

### ピートの敵
エンドレス・マイク・ヘルストロム
演 - リック・ゴメス
ビッグ・ピートの敵。
ハットヘッド
演 - クリス・レヴェイユ
オープンフェイス
演 - ジェイソン・レイト
フラン・ピットステイン・ジョーンズ
演 - エリック・カシュニック、声 - 三宅貴洋（日本語吹き替え版）
ペーパーカット
演 - クリストファー・コンテ
ケンシュウィンガー校長
演 - アダム・ウェスト
マット・アップリンガー
演 - クリストファー・クック

### その他
フィル・ヒックル
演 - スティーブ・ブシェミ
ジェームズ・ポップ・メックレンバーグ
演 - イギー・ポップ
ティスティ
演 - トビー・ハス、声 - 岡本俊一（日本語吹き替え版）
ストゥ・ベネディクト
演 - ダミアン・ヤング
バスの運転手。
フランク・ガルチャー
演 - ジム・ラリー
横断歩道の警備員。

## エピソードリスト

### シーズン1
| 話数 | サブタイトル        |
| ---- | ------------------- |
| 1    | King of the Road    |
| 2    | Day of the Dot      |
| 3    | The Nightcrawlers   |
| 4    | Rangeboy            |
| 5    | Tool and Die        |
| 6    | Don't Tread on Pete |
| 7    | When Petes Collide  |
| 8    | Hard Day's Pete     |

### シーズン2
| 話数 | 通算 | サブタイトル                       |
| ---- | ---- | ---------------------------------- |
| 1    | 9    | Grounded for Life                  |
| 2    | 10   | Field of Pete                      |
| 3    | 11   | The Call                           |
| 4    | 12   | The Big Quiet                      |
| 5    | 13   | Time Tunnel                        |
| 6    | 14   | Inspector 34                       |
| 7    | 15   | Halloweenie                        |
| 8    | 16   | X = Why?                           |
| 9    | 17   | On Golden Pete                     |
| 10   | 18   | Farewell, My Little Viking: Part 1 |
| 11   | 19   | Farewell, My Little Viking: Part 2 |
| 12   | 20   | Yellow Fever                       |
| 13   | 21   | Sick Day                           |

### シーズン3
| 話数 | 通算 | サブタイトル                    |
| ---- | ---- | ------------------------------- |
| 1    | 22   | 35 Hours                        |
| 2    | 23   | The Trouble with Teddy          |
| 3    | 24   | The Good, the Bad and the Lucky |
| 4    | 25   | Splashdown!                     |
| 5    | 26   | Dance Fever                     |
| 6    | 27   | Crisis in the Love Zone         |
| 7    | 28   | Last Laugh                      |
| 8    | 29   | Allnighter                      |
| 9    | 30   | Road Warrior                    |
| 10   | 31   | Pinned!                         |
| 11   | 32   | O Christmas Pete                |
| 12   | 33   | Das Bus                         |
| 13   | 34   | Saturday                        |